# Hoikanriisit
Hoikanriisit är en ö i Finland. Den ligger i Bottenviken och i kommunen Uleåborg i den ekonomiska regionen  Uleåborgs ekonomiska region i landskapet Norra Österbotten, i den norra delen av landet. Ön ligger omkring 24 kilometer nordväst om Uleåborg och omkring 550 kilometer norr om Helsingfors.
Öns area är 1 hektar och dess största längd är 330 meter i öst-västlig riktning. Närmaste större samhälle är Haukipudas, 11,6 km öster om Hoikanriisit.